# Sigma Leonis
Sigma Leonis (σ Leonis, förkortat Sigma Leo, σ Leo)  är en ensam stjärna belägen i den östra delen av stjärnbilden Lejonet. Den har en skenbar magnitud på 4,05, är synlig för blotta ögat där ljusföroreningar ej förekommer. Baserat på parallaxmätning inom Hipparcosuppdraget på ca 15,2 mas, beräknas den befinna sig på ett avstånd på ca 210 ljusår (ca 66 parsek) från solen.

## Egenskaper
Sigma Leonis är en blå till vit stjärna i huvudserien av spektralklass B9.5 Vs. Den är en misstänkt magnetisk Ap-stjärna som visar ett överskott av kisel. Den har en beräknad massa som är ca 2,8 gånger större än solens massa, en radie som är ca 3,3 gånger större än solens och utsänder från dess fotosfär ca 133 gånger mera energi än solen vid en effektiv temperatur av ca 10 250 K.
Chini et al. (2012) listar Sigma Leonis som en enkelsidig spektroskopisk dubbelstjärna.